# Strangers (album)
Strangers – nazwa nagrania DVD, które zostało wydane 11 listopada 2005 przez brytyjski zespół Keane. Jest to film dokumentalny połączony z utworami wykonywanymi na żywo podczas licznych koncertów grupy do 2005 roku. Nazwa pochodzi m.in. od utworu, który również znalazł się na DVD – "We Might As Well Be Strangers".

## Zawartość

### DVD 1
- "Strangers" – 1 część dokumentalna

#### Występy na żywo
- "Sunshine"
- "With or Without You" (U2 cover w BBC Radio 1)
- "Somewhere Only We Know"
- "Can't Stop Now"
- "She Has No Time"
- "Your Eyes Open"
- "This Is the Last Time"
- "Allemande"

#### Utwory w tle
- "Sunshine"
- "Something in Me Was Dying"
- "Paperback Writer" (The Beatles cover)
- "Somewhere Only We Know"
- "She Has No Time" (Instrumental)
- "This Is the Last Time" (Instrumental)
- "Can't Stop Now"
- "Your Eyes Open" (Demo)
- "Bedshaped"
- "Allemande"
- "Everybody’s Changing"
- "Walnut Tree"
- "She Opens Her Eyes"
- "Closer Now"
- "The Way You Want It"
- "To the End of the Earth"

#### Wersje Video
- "Somewhere Only We Know" (UK, US Ver. 2)
- "This Is the Last Time" (Ver.2); Making the video

- Dodatkowy zbiór dokumentalny
- Różne opinie o albumie i DVD
- Ukryte Video: Ed Roe

### DVD 2
- "Strangers" 2 część dokumentalna

#### Występy na żywo
- "Snowed Under"
- "Bedshaped"
- "We Might As Well Be Strangers"
- "Bend and Break"
- "On a Day Like Today"
- "Everybody’s Changing"
- "Hamburg Song"
- "Try Again"

Utwory w tle
- "Snowed Under"
- "Everybody’s Changing" (Instrumental)
- "We Might as Well Be Strangers" (Instrumental)
- "Bend and Break"
- "Dinner at 8" (Rufus Wainwright cover)
- "Try Again" (Demo)
- "Fly to Me"
- "Untitled 2"

Wersje Video
- "Bedshaped"
- "Everybody’s Changing" (UK, US)

- Dodatkowe dokumenty filmowe
- Opinie